# Рюсенская культура
Рюсенская культура — славянская раннесредневековая археологическая культура, существовавшая в междуречье Эльбы и Зале в VII веке. Согласно археологическим данным, носители рюсенских древностей — сорбы были переселенцами из более южных, западнодунайских земель; языковые материалы также указывают на переселение сорбов из южных регионов. Курганный обряд погребения не получил распространения в той части бассейна Эльбы, где волна расселения носителей пражско-корчакской культуры была перекрыта миграцией рюсенских племён.
Соотносится с лужицкими сербами. Данная культура выделяется прежде всего своеобразной керамикой. Это одна из групп серой керамики дунайского типа, изготавливаемой на гончарном круге.
Рюсенская посуда представлена в основном невысокими горшками, хорошо профилированными, обычно обильно украшенными линейными и волнистыми узорами. Одновременно с этой керамикой в Эльбо-Заальском регионе получают распространение поселения нового типа: городища с оборонительными стенами, сложенными насухо из камня и имеющими сверху деревянные сооружения в виде палисадов, решетчатых или ящичных конструкций. Зафиксированы и защитные стены, сложенные из кирпича.
Возведение на поселениях оборонительных стен сухой каменной кладки с деревянным верхом восходит к античной традиции, воспринятой в начале средневековья славянским населением, осевшим в западных землях Среднего Подунавья. Такие городища известны среди славян Чехии и Приальпийской зоны. Очевидно, оттуда в начале VII века и переселилась какая-то группа населения в Эльбо-Заальскую область. Дунайская керамика сложилась в Среднем Подунавье также под воздействием местного позднеримского гончарства.
Городища рюсенских славян имеют форбурги, что также сближает их с поселениями западных окраин Среднего Подунавья. К числу наиболее известных памятников рассматриваемого региона принадлежат городища Фихтенберг, Кезитц, Кезигесбурх, Гана, Альтенплатхов и др.
С расселением рюсенских славян в междуречье Эльбы и Зале распространяется обряд трупоположения. Захоронения по обряду кремации, свойственные пражско-корчакским славянам, бытовали в течение всего VII века, но параллельно с ним умерших хоронили по обряду ингумации, и этот ритуал постепенно вытеснил прежний.
В последующие столетия в ареале рюсенских древностей прослеживается эволюционное развитие культуры (через стадию типа Rotha рюсенская керамика трансформируется в типичную «позднеславянскую», отчётливо выделяющуюся среди соседних германских форм сосудов), свидетельствуя о преемственности населения.